# Černíkovice (okres Plzeň-sever)
Černíkovice jsou obec v okrese Plzeň-sever v Plzeňském kraji. Leží šest kilometrů jihovýchodně od Kralovic. Žije zde 88 obyvatel. Obec je součástí Mikroregionu Kralovicko.

## Historie
Ves pravděpodobně vznikla jako jedna z osad polského kmene Hedčanů následujících českého knížete Břetislava I. do Čech po jeho vítězném válečném tažení v roce 1039. První písemná zmínka o vesnici pochází z roku 1250. Do roku 1346 byly Černíkovice v majetku plaského kláštera, toho roku opat Jakub ves s 8 usedlostmi a rychtou postoupil Machovi.
Za husitských válek v letech 1425–1430 byla ves při dobývání hradů Krašova a Libštejna vypálena husity, pročež byly Černíkovice uváděny jako pusté; ves byla znovu postupně osídlena. Od roku 1465 patřila ves do majetku Janovi z Gutštejna na Nečtinách, následně Janovi Ješkovi ze Strojetic a Petrovi z Brodce. Po roce 1521 se ves vrátila do majetku plaského kláštera, ale brzo je opět zastavena a od roku 1535 patřila ke hradu Krašov.

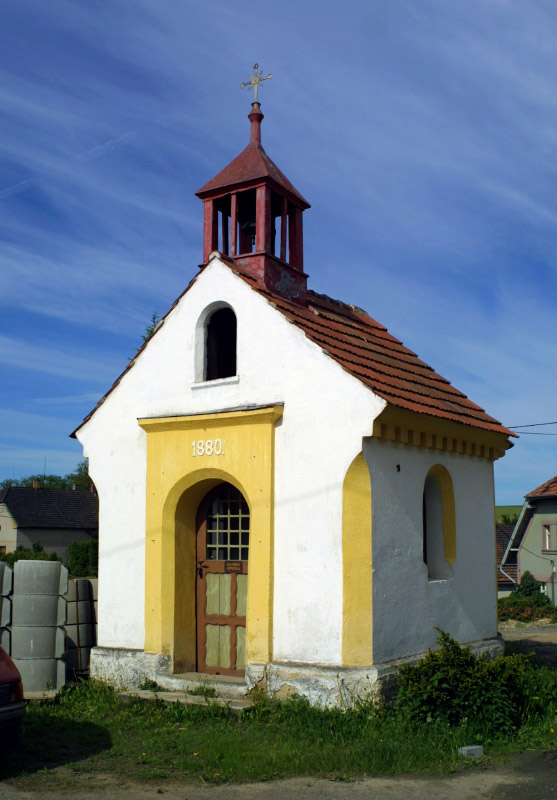
Kaplička svatého Prokopa

Roku 1545 byla krátce ve správě křivoklátského hejtmana, ale již roku 1546 získal Černíkovice Florián Gryspek. V urbáři kaceřovského panství jsou v Černíkovicích uváděny 4 usedlosti, na kterých hospodařil Bárta Hrbek, Jindra Vaňků, Vaněk Šimánek a Tůma Mikeš. Rod Gryspeků držel ves až do roku 1623, kdy se po porážce stavovského povstání opět vrátila do majetku plaského kláštera. Během třicetileté války bylo znovu zničeno několik usedlosti. Klášter držel ves až do svého zrušení Josefem II. v roce 1785, poté bylo plaské panství ve správě náboženského fondu, od kterého jej roku 1826 koupil kníže Metternich a držel jej až do reorganizace státních úřadů v letech 1848–1850.
V roce 1926 byl v Černíkovicích vybudován vodovod, první v regionu po světové válce.

## Obyvatelstvo
| Rok            | 1869 | 1880 | 1890 | 1900 | 1910 | 1921 | 1930 | 1950 | 1961 | 1970 | 1980 | 1991 | 2001 | 2011 | 2021 |
| -------------- | ---- | ---- | ---- | ---- | ---- | ---- | ---- | ---- | ---- | ---- | ---- | ---- | ---- | ---- | ---- |
| Počet obyvatel | 162  | 130  | 148  | 142  | 162  | 155  | 133  | 87   | 98   | 78   | 71   | 86   | 79   | 74   | 80   |
| Počet domů     | 24   | 26   | 24   | 26   | 26   | 26   | 27   | 28   | 22   | 21   | 21   | 25   | 28   | 20   | 30   |

## Obecní správa
V roce 1850 se Čeníkovice staly samostatnou obcí v politickém a soudním okrese kralovickém. V letech 1870–1887 patřily jako osada obce k Hedčanům, ale v letech 1887–1960 byly uváděny znovu jako obec v okrese Kralovice (1870–1930), posléze v okrese Plasy (1950) a později v okrese Plzeň-sever. V letech 1961–1976 patřily jako část obce k Dřevci. Od 30. dubna 1976 do 23. listopadu 1990 patřily jako část města k Kožlanům a od 24. listopadu 1990 jsou opět samostatnou obcí.

### Obecní symboly
Znak a vlajka byly obci uděleny rozhodnutím předsedy Poslanecké sněmovny Parlamentu České republiky dne 18. dubna 2014.

## Pamětihodnosti
Roku 1880 byla v části vsi zvané Na vršku postavena kaplička svatého Prokopa s půlkruhovým uzávěrem a sanktusníkem. Zajímavý je také statek mezi čp. 13 a čp. 14.

## Okolí
Černíkovice sousedí s Hedčany na severu, Všehrdy na jihovýchodě, Brodeslavy na jihu, Dřevcem na západě a městečkem Kožlany na severozápadě. Vsí protéká Všehrdský potok, který nad Černíkovicemi pramení.